# Jet2.com
Jet2.com — британська авіакомпанія лоу-кост. Jet2.com — четверта за величиною пасажирська авіакомпанія у Великій Британії. Має базу і штаб-квартиру в міжнародному аеропорту Лідс-Бредфорд, а також має бази в аеропортах Манчестер, Белфаст-Міжнародний, Единбург, Ньюкасл, Східний Мідландс, Глазго, Аліканте, Бірмінгем та Лондон-Станстед.
Jet2.com також пропонує чартерний сервіс через бренд Jet2charters.

## Флот
Флот Jet2.com на травень 2018:
| Тип            | В дії | Замовлено | Пасажирів | Примітки                               |
| -------------- | ----- | --------- | --------- | -------------------------------------- |
| Boeing 737-300 | 18    | —         | 148       | Планується замінити на Boeing 737-800. |
| Boeing 737-800 | 53    | 7         | 189       | Поставка до січня 2019.                |
| Boeing 757-200 | 11    | —         | 235       |                                        |
| Разом          | 82    | 7         |           |                                        |